# مرگ الیجاه مک‌کلین
الیجاه مک کلین، ۲۳ ساله ماساژ درمان سیاه‌پوست، در پی بازداشت نیرویی پلیس در آرورا، کلرادو در ۲۴ اوت ۲۰۱۹ درگذشت. تماس ۹-۱-۱ از یک شهروند نشان داد که مردی با کلاه صورت‌پوش، که بعداً به عنوان مک کلین شناخته شد، مشکوک عمل کرده‌است. تماس گیرنده همچنین اظهار داشت که او اعتقادی ندارد که کسی در معرض خطر است و معتقد است که مک کلین غیر مسلح است. سه افسر پلیس که درگیر این حادثه بودند ادعا کردند که دوربین‌های بدن آنها در هنگام مبارزه با وی به ضرب گلوله کشته شده‌است. او در حالی که راهی بیمارستان می‌شد، پزشکان به منظور آرام کردن مک کلاین از کتامین که موجب ایست قلبی وی شد. مک کلین هفت روز بعد درگذشت. کالبد شکافی مک کالین نیز بی‌نتیجه بود.
در ژوئن سال ۲۰۲۰، قانونگذاران خواستار تحقیقات جدید شخص ثالث در مورد مرگ مک کلاین شدند.